# Ramphoprionidae
Ramphoprionidae zijn een familie van uitgestorven borstelwormen (Polychaeta).

## Geslachten
- Megaramphoprion Eriksson, 2001 †
- Protarabellites Stauffer, 1933 †
- Ramphoprion Kielan-Jaworowska, 1962 †